# Богдан Мамула
Богдан Мамула (Гомирје, код Врбовског, 13. април 1918 — Београд, 16. септембар 2002) био је учесник Народноослободилачке борбе, генерал-потпуковник ЈНА и народни херој Југославије. У периоду од 1967. до 1973. године обављао је дужност начелника Војне академије.

## Биографија
Рођен је 13. априла 1918. године у селу Гомирју, код Врбовског. Потомак је барона Лазара Мамуле, гувернера Далмације и венчаног кума владике Данила Петровића. Богдан је потицао из земљорадничке породице. Након завршене основне школе, остао је на селу и помагао родитељима у обављању разних пољопривредних послова. Поред тога радио је и као сезонски радник на шумским радилиштима и у пиланама. Године 1939. отишао је на одслужење војног рока у Југословенску војску. Напад Сила осовине на Југославију, априла 1941. затекао га је у Сушаку (део града Ријеке, који се налазио у саставу Југославије), где је био у планинском пуку. Након брзог слома Југословенске војске, вратио се у родно место.

### Народноослободилачка борба
Након неколико недеља италијанске окупације и успостављања усташке Независне Државе Хрватске (НДХ), упознао се са свом тежином окупације, као и са многобројним злочинима усташа над Србима у Горском котару. Слободарски расположен, у току лета 1941. повезао се са Јовом Мамулом, чланом КПЈ у Гомирју и преко њега почео да сарађује у Народноослободилачком покрету (НОП) и учествује у акцијама против окупатора. Крајем 1941. ступио је у Гомирски партизански логор, где му је као искусном борцу Батаљона „Мирко Трбовић” поверен пушкомитраљез и додељена дужност командира одељења.
Већ у првим борбама истицао се храброшћу, а посебно се истакао — у нападу на италијанско складиште муниције у Хрељинском Огулину, борбама са Италијанима приликом њиховог упада у село Витуњ, као и у заробљавања вода жандармерије НДХ у селу Поникве. Као храбар и способан борац половином фебруара 1942. примљен је у чланство Комунистичке партије Југославије (КПЈ), а средином марта 1942. упућен је у на официрски курс у Главни штаб НОП одреда Хрватске. Током похађања курса у ослобођеној Кореници, вршио је дужност командира вода.
Након завршетка курса, маја 1942. постављен је за командира Треће чете Првог пролетерског батаљона Хрватске. Овај батаљон, формирана 7. маја 1942. био је састављен од изабраних бораца из Далмације, Лике, Кордуна, Хрватског приморја и Горског котара. Задатак Пролетерског батаљона, који је био једна од првих покретних јединица у Хрватској, био је помоћ партизанским одредима на терену, који су се налазили у тешкој војној и политичкој ситуацији. Заједно са овим батаљоном, Богдан је прошао Лику, Горски котар, Кордун и Жумберак, где је у многим борбама, испољио храброст и уметност руковођења јединицом. Његова чета, као и он лично, посебно су се истакли у борбама против Италијана, код Плитвичких језера у Лици, на Горњем Јелењу и код Црног луга у Горском котару. Након доласка батаљона у Жумберак, учествовао је у борби код Виводине, близу Озаља, која је била прва заједничка борба хрватских пролетера и словеначких партизана. Један од његових подвига, одиграо се током пробоја непријатељског обруча код Будињака, у близини Самобора. Тада је након вишедневних тешких борби, против надмоћнијих удружених немачко-италијанских и усташко-белогардејских снага, снажним налетом његове чете пробијен непријатељски обруч, чиме је омогућено извлачење рањеника и збега народа, као и њихово пребацивање, преко железничке пруге Загреб–Карловац и реке Купе, за Кордун и Петрову гору.
На годишњицу Велике октобарске социјалистичке револуције, 7. новембра 1942. у Горњем Сјеничаку, код Вргинмоста је од Жумберско-покупског партизанског одреда и Првог пролетерског батаљона Хрватске формирана Тринаеста хрватска  бригада „Јосип Краш” (децембра 1942. одлуком ЦК КПЈ преименована је Тринаесту пролетерску бригаду Раде Кончар). Штаб Друге оперативне зоне Хрватске тада је Богдана Мамулу поставио за команданта Трећег батаљона ове бригаде. Била је то потврда његових војних способности, о којима се може видети и у извештају политичког комесара Тринаесте пролетерске бригаде политичком комесару Друге оперативне зоне — Командант Трећег батаљона, друг Мамула, храбар и вољен од својих бораца. Узоран командант у борби и за време одмора. Врло искусан борац и самокритичан. Његов батаљон је на Жумберку водио многе борбе, од којих се издвајају борбе за ослобођење Сухора, код Метлике, када је уништено око 140 црнокошуљаша и белогардејаца, као и четнички штаб за Словенију; шестодневне борбе са Италијанима, код Драшчице у новембру 1942, као и нападу на Једриличарску школу у Светој Недељи, 28. маја 1943. када је заробљено 70 домобрана, 56 питомаца, више официра и наставника и уништена два школска авиона, као и стамбене зграде и радионице. О овој успешној акцији, изведеној на 20 километара од Загреба, главног града усташке државе, говорио је радио Слободна Југославија.
Од октобра до децембра 1943. налазио се на дужности заменика команданта Другог поморског сектора за северни Јадран, а затим је јануара 1944. постављен за команданта Треће бригаде Тринаесте приморско-горанске дивизије, која је у току 1944. прешла у састав новоформиране 35. личке дивизије. Фебруара 1945. у борбама у близини Раковице, код Слуња. Након повратка из болнице био је постављен за начелника Штаба Тринаесте приморско-горанске дивизије. У чин мајора НОВЈ унапређен је новембра 1943. године.

### Послератни период
Након ослобођења Југославије, 1945. наставио је војну службу у Југословенској народној армији (ЈНА). Ванредно је завршио средњу школу, након чега је од јануара 1946. похађао Војну академију Фрунзе у Совјетском Савезу. Након избијања кризе са Информбироом, вратио се са школовања у Југославију, где је завршио Вишу војну академију ЈНА и Ратну школу ЈНА. У Југословенској народној армији (ЈНА) обављао је разне дужности — био је командант Војног подручја за Истру и Ријеку, наставник у Вишој војној академији и Ратној школи ЈНА, војни изасланик (аташе) у амбасади ФНРЈ у Совјетском Савезу, од 1953. до 1957. године, начелник Штаба и командант Војног подручја Нови Сад и начелник Војне академије у Београду, од 1967. до 1973. године. Активна војна служба у ЈНА престала му је 1976. у чину генерал-потпуковника.
Први официрски чин — капетана, добио је 1. новембра 1943. године (са рангом од 1. маја исте године). Маја 1944. је унапређен у мајора, јула 1946. у потпуковника, а септембра 1951. године у чин пуковника. Чин генерал-мајора добија 1962, а генерал-потпуковника 1970. године.
Умро је 16. септембра 2002. године у Београду. Сахрањен у Алеји народних хероја на Новом гробљу у Београду.

## Књиге и одликовања
Објавио је две монографије о ратним јединицама и ратним операцијама на подручју Лике, Кордуна, Баније и Горског котара:
- Први пролетерски батаљон Хрватске, 1983.[12]
- Трећа приморско-горанска ударна бригада, 1990.[13]

Носилац је Партизанске споменице 1941. и других југословенских одликовања, међу којима су — Орден народног ослобођења, Орден ратне заставе, Орден заслуга за народ са златном звездом, Орден братства и јединства са златним венцем, Орден партизанске звезде са сребрним венцем, Ордена за војне заслуге са златним мачевима, Орден за храброст и др. Орденом народног хероја је одликован 20. децембра 1951. године.

## Јети Шварц Мамула
Богдан је од 1945. био у браку са др Јети Шварц Мамула, лекарком и учесницом Народноослободилачког рата (НОР). Она је рођена 15. јула 1921. у Зворнику, а гимназију је завршила у Сарајеву. Током школовања у гимназији и касније током студија на Медицинском факултету у Београду, имала је додира са револуционарним студентским покретом. Априла 1941, заједно сестром вратила се из Београда у Сарајево, а септембра исте године прешла је у Мостар, који је био у италијанској окупационој зони. Новембра 1942, заједно са сестрама је из Мостара прешла на Хвар, где су боравиле до марта 1943, када су их Италијани као Јеврејке ухапсили и одвели у логор Кампор на Рабу.
Током боравка у логору, као студенткиња медицине, радила је у италијанској болници. Након капитулације Италије, септембра 1943. логор је био распуштен, а Јети и њене сестре су се прикључиле партизанима. Леа је послата у Штаб Шесте личке дивизије, а Јети и Блимка у Штаб Тринаесте приморско-горанске дивизије. Штаб дивизије их је распоредио у Четврту бригаду — Блимка је била хигијеничарка, а Јети референт санитета Четвртог батаљона. Од септембра до новембра 1944. била је референт санитета Треће бригаде 13. дивизије НОВЈ. У току рата завршила је официрско-санитетски курс.
Након рата је наставила студије медицине у Београду, које је завршила 1947, а потом је 1952. завршила специјализацију за дечје болести. Радила је као дечији лекар на Војномедицинској академији у Београду, а пензионисана је 1980. у чину санитетског пуковника. Умрла је 28. априла 2002. у Београду, а сахрањена је на Јеврејском гробљу. Њена млађа сестра Леа била је удата за Иву Поповића Ђанија, познатог хирурга и професора Медицинског факултета.